# 金谷邦男
金谷 邦男（かなだに くにお、1933年3月23日 - ）は日本の実業家。ヤマト運輸代表取締役会長などを歴任した。

## 経歴
- 1956年4月　-　富士銀行に入行。
- 1986年5月　-　富士銀行取締役名古屋支店長。
- 1993年　-　ヤマト運輸代表取締役会長。
- 1995年6月　-　ヤマト運輸代表取締役相談役。
- 2001年3月　-　アルコニックス取締役。
- 2005年6月　-　アルコニックス監査役。